# تشيبوكساري

تشيبوكساري (بالروسية: Чебоксары) هي إحدى مدن روسيا وهي عاصمة الكيان الفدرالي الروسي تشوفاشيا. وهي ميناء نهري على الضفة اليمني لنهر الفولجا.
يبلغ عدد سكان المدينة  453,721  نسمة (حسب إحصاء عام 2010).

## توأمة
لتشيبوكساري اتفاقيات توأمة مع كل من:
- أنطاليا
- إيغر
- سانتا كلارا
- كراسنويارسك (2003 - )
- بينزا (18 أغسطس 2007 - )[7]

## أعلام
- أندريان نيكولايف
- ألكسندرا بيتروفا
- سيرجي إيفانوف
- يوليا بولياتشيخينا